# Komisija za međunarodno pravo
Komisija za međunarodno pravo je stalno pomoćno tijelo Opće skupštine UN-a sastavljeno od nezavisnih stručnjaka iz cijelog svijeta. Osnovana je rezolucijom Opće skupštine A-RES-174(II)  od 21. studenog 1947. godine s ciljem poticanja progresivnog razvoja međunarodnog prava i njegovu kodifikaciju.

## Vanjske poveznice
- Komisija za međunarodno pravo